# Bujumbura
Bujumbura, tên trước đây là Usumbura, là thành phố lớn nhất và cựu thủ đô của Burundi và tỉnh lỵ của tỉnh Bujumbura Mairie, nằm góc đông bắc của hồ Tanganyika. Bujumbura là một trung tâm thương mại và giao thông với tuyến phà nối với Kigoma, Tanzania. Thành phố này có Sân bay quốc tế Bujumbura nằm cách 11 km về phía tây bắc. Bujumbura nằm trong khu vực trồng bông vải, với các ngành kinh tế chính gồm: chế biến bông vải, chế biến cá, cà phê, bia, dược phẩm. Đại học Burundi tọa lạc tại thành phố được thành lập năm 1960.
Những nhà thám hiểm David Livingstone và Henry Morton Stanley đã viếng thăm Usumbura năm 1871. Khu vực định cư này sau đó đã trở thành một trại lính quan trọng ở Đông Phi thuộc Đức. Năm 1923, Usumbura trở thành thủ đô của xứ Ruanda-Urundi thuộc Bỉ. Tên thành phố đã được đổi thành Bujumbura khi nó trở thành thủ đô của Burundi độc lập năm 1962. Các xung đột sắc tộc giữa người Tutsi và Hutu ở Bujumbura đã nổ ra năm 1962, 1972, 1988, và 1991. Sau khi tổng thống Burundi Melchior Ndadaye bị ám sát năm 1993 trong một cuộc đảo chính, xung đột Hutu-Tutsi lại leo thang. Hàng ngàn người Hutu đã bỏ thủ đô này ra đi vì đây là khu vực chủ yếu là dân Tutsi. Bạo động tiếp diễn đến năm 1996.

## Địa lý
Bujumbura nằm trên bờ phía đông bắc của Tanganyika, hồ nước sâu thứ hai trên thế giới. Các con sông chảy qua thành phố bao gồm Ruzizi, Muha và Ntahangwa.

### Khí hậu
Kiểu khí hậu chính ở Bujumbura là xavan (Aw), tiếp giáp với khí hậu bán khô hạn nóng (BSh).
| Dữ liệu khí hậu của Bujumbura       | Dữ liệu khí hậu của Bujumbura | Dữ liệu khí hậu của Bujumbura | Dữ liệu khí hậu của Bujumbura | Dữ liệu khí hậu của Bujumbura | Dữ liệu khí hậu của Bujumbura | Dữ liệu khí hậu của Bujumbura | Dữ liệu khí hậu của Bujumbura | Dữ liệu khí hậu của Bujumbura | Dữ liệu khí hậu của Bujumbura | Dữ liệu khí hậu của Bujumbura | Dữ liệu khí hậu của Bujumbura | Dữ liệu khí hậu của Bujumbura | Dữ liệu khí hậu của Bujumbura |
| Tháng                               | 1                             | 2                             | 3                             | 4                             | 5                             | 6                             | 7                             | 8                             | 9                             | 10                            | 11                            | 12                            | Năm                           |
| ----------------------------------- | ----------------------------- | ----------------------------- | ----------------------------- | ----------------------------- | ----------------------------- | ----------------------------- | ----------------------------- | ----------------------------- | ----------------------------- | ----------------------------- | ----------------------------- | ----------------------------- | ----------------------------- |
| Cao kỉ lục °C (°F)                  | 34.6 (94.3)                   | 35.0 (95.0)                   | 34.0 (93.2)                   | 35.0 (95.0)                   | 32.0 (89.6)                   | 32.0 (89.6)                   | 33.0 (91.4)                   | 33.0 (91.4)                   | 33.8 (92.8)                   | 34.3 (93.7)                   | 33.8 (92.8)                   | 34.8 (94.6)                   | 35.0 (95.0)                   |
| Trung bình ngày tối đa °C (°F)      | 29.1 (84.4)                   | 29.7 (85.5)                   | 29.3 (84.7)                   | 29.2 (84.6)                   | 29.9 (85.8)                   | 29.9 (85.8)                   | 29.2 (84.6)                   | 30.0 (86.0)                   | 30.9 (87.6)                   | 30.1 (86.2)                   | 29.1 (84.4)                   | 28.9 (84.0)                   | 29.6 (85.3)                   |
| Trung bình ngày °C (°F)             | 23.8 (74.8)                   | 23.8 (74.8)                   | 23.7 (74.7)                   | 23.9 (75.0)                   | 23.9 (75.0)                   | 23.3 (73.9)                   | 22.9 (73.2)                   | 24.0 (75.2)                   | 24.7 (76.5)                   | 24.6 (76.3)                   | 23.4 (74.1)                   | 23.6 (74.5)                   | 23.8 (74.8)                   |
| Tối thiểu trung bình ngày °C (°F)   | 19.2 (66.6)                   | 19.3 (66.7)                   | 19.3 (66.7)                   | 19.6 (67.3)                   | 19.1 (66.4)                   | 17.6 (63.7)                   | 17.2 (63.0)                   | 17.4 (63.3)                   | 18.6 (65.5)                   | 19.1 (66.4)                   | 19.1 (66.4)                   | 19.1 (66.4)                   | 18.7 (65.7)                   |
| Thấp kỉ lục °C (°F)                 | 14.0 (57.2)                   | 15.4 (59.7)                   | 14.7 (58.5)                   | 15.1 (59.2)                   | 16.2 (61.2)                   | 13.9 (57.0)                   | 11.8 (53.2)                   | 13.0 (55.4)                   | 14.3 (57.7)                   | 14.0 (57.2)                   | 15.9 (60.6)                   | 15.0 (59.0)                   | 11.8 (53.2)                   |
| Lượng mưa trung bình mm (inches)    | 100.3 (3.95)                  | 85.7 (3.37)                   | 117.5 (4.63)                  | 111.9 (4.41)                  | 56.6 (2.23)                   | 8.9 (0.35)                    | 2.7 (0.11)                    | 13.4 (0.53)                   | 33.0 (1.30)                   | 59.0 (2.32)                   | 97.1 (3.82)                   | 99.6 (3.92)                   | 785.7 (30.93)                 |
| Số ngày mưa trung bình (≥ 0.1 mm)   | 16                            | 19                            | 18                            | 18                            | 10                            | 2                             | 1                             | 2                             | 8                             | 15                            | 19                            | 19                            | 147                           |
| Độ ẩm tương đối trung bình (%)      | 77                            | 75                            | 78                            | 79                            | 76                            | 67                            | 63                            | 60                            | 62                            | 68                            | 76                            | 77                            | 72                            |
| Số giờ nắng trung bình tháng        | 167.4                         | 158.2                         | 176.7                         | 165.0                         | 210.8                         | 255.0                         | 272.8                         | 251.1                         | 213.0                         | 189.1                         | 150.0                         | 164.3                         | 2.373,4                       |
| Số giờ nắng trung bình ngày         | 5.4                           | 5.6                           | 5.7                           | 5.5                           | 6.8                           | 8.5                           | 8.8                           | 8.1                           | 7.1                           | 6.1                           | 5.0                           | 5.3                           | 6.5                           |
| Nguồn 1: Tổ chức Khí tượng Thế giới |                               |                               |                               |                               |                               |                               |                               |                               |                               |                               |                               |                               |                               |
| Nguồn 2: Deutscher Wetterdienst     |                               |                               |                               |                               |                               |                               |                               |                               |                               |                               |                               |                               |                               |

## Giao thông

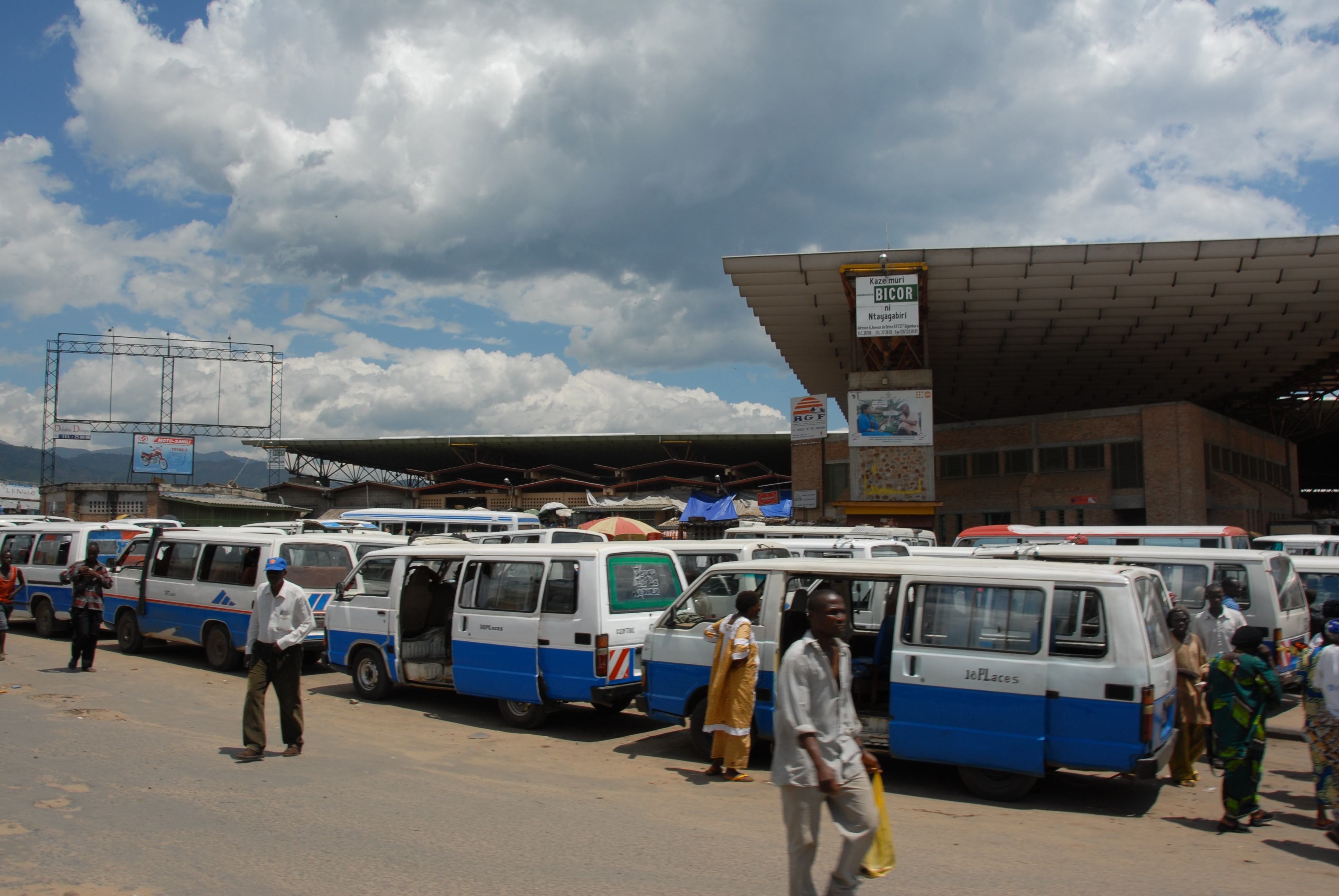
Bến xe buýt ở Bujumbura

Sân bay quốc tế Bujumbura nằm ở ngoại ô thành phố và được mở cửa từ năm 1952. Các phương tiện giao thông công cộng ở Bujumbura chủ yếu bao gồm taxi và xe buýt nhỏ, thường được sơn hai màu xanh và trắng.

## Nơi thờ phụng

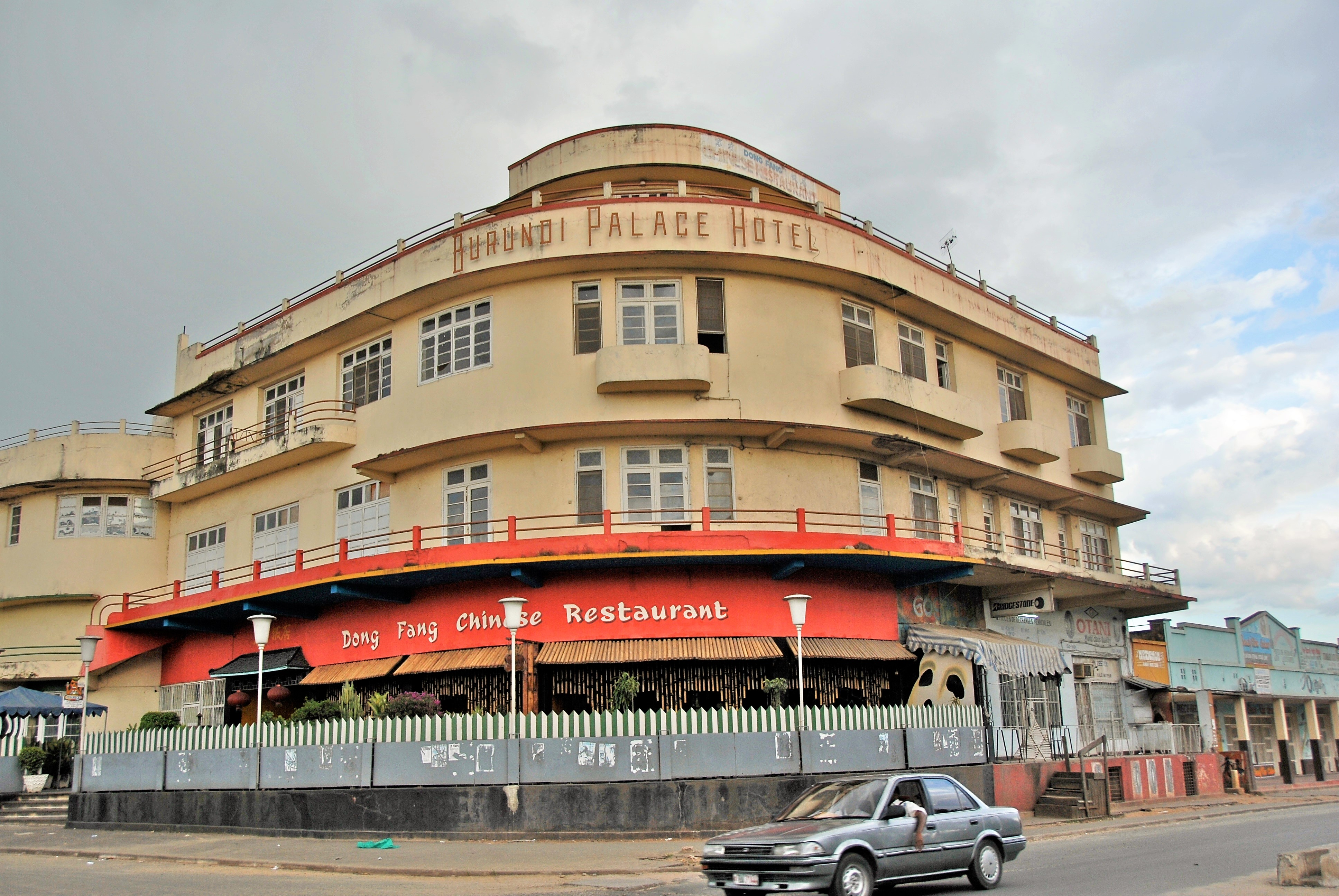
Một khách sạn lớn ở vị trí đắc địa tại Bujumbura, với sự hiện diện của nhà hàng Trung Quốc

Trong số các địa điểm thờ cúng, có nhiều nhà thờ Thiên chúa giáo: Tổng giáo phận Công giáo La Mã Bujumbura, Giáo hội Anh giáo Burundi, Liên minh các nhà thờ Báp-tít ở Burundi, Hội chúng của Đức Chúa Trời. Ngoài ra còn có các thánh đường Hồi giáo.